# Carmena
Carmena es un municipio y localidad española de la provincia de Toledo, en la comunidad autónoma de Castilla-La Mancha. El término municipal tiene una población de 836 habitantes (INE 2024).

## Toponimia
El término "Carmena" es posible que proceda del latín «Carminare», que significa cardar lana. También podría derivarse del bajo latín chasma que significa barranco, aunque parece más probable que proceda del término ligur carmo que quiere decir cima o montaña.

## Geografía
El municipio se encuentra situado en una colina en la comarca de Torrijos y linda con las poblaciones de Alcabón, Santo Domingo-Caudilla, Escalonilla, La Puebla de Montalbán, El Carpio de Tajo, Carriches, Santa Olalla y La Mata, todas de Toledo.

## Historia

### Edad Antigua
Se piensa que la población fue fundada por los celtas. En la época del emperador Diocleciano, sufrió la persecución anticristiana del prefecto Daciano, siendo víctima de la misma la virgen y mártir santa Justina, actual patrona de la villa. 

### Edad Media
Durante el siglo XIII, Carmena aparece relacionada con la Orden de Calatrava. En 1204, se divide parte de una heredad entre la citada orden y el Abad de San Vicente. Sin embargo, en 1205, el maestre Martín Martínez da al Hospital de Santa Olalla todas las heredades que tiene la Orden en Carmena.
Más adelante, en 1269, los freires de la Orden, frey Espinel, Alfonso García, frey Ramiro, Gonzalo Romo y frey Gonzalo, acuerdan darle al infante Felipe y su mujer Leonor la tenencia vitalicia de la bailía de Carmena.

### Edad Moderna
Pasado el tiempo, hacia el siglo XVI, se tiene constancia de que Carmena era parte de la Villa de Maqueda, pues así aparece en el Censo de los Pecheros de 1528. Primeramente fue propiedad de Gutierre de Cárdenas, señor de Maqueda. En 1503, con su fallecimiento, pasa a su hijo Diego de Cárdenas y Enríquez. Es en 1529 cuando el rey Carlos I le otorga el título de duque de Maqueda, pasando a formar parte del Ducado de Maqueda.
Ya en el siglo XVII, sucede un hecho importatísimo e histórico de la Villa de Carmena y es que hasta entonces, durante 100 años, había pertenecido de forma dependiente de Maqueda sin embargo el 2 de noviembre de 1629 el rey Felipe IV le otorga el título de villa, convirtiéndose así en un ente con alcalde propio.
Desde entonces y hasta la reorganización territorial de 1833 la villa de Carmena siguió perteneciendo al partido judicial de Maqueda y a la intendencia de Madrid. En el catastro del Marqués de Ensenada aparece descrita como un señorío perteneciente al duque de Maqueda y Arcos.
La industria era de cinco molinos de aceite y contaba con un hospital con un médico, un cirujano y un mancebo.

### Edad Contemporánea
Con la nueva organización territorial de España, Carmena queda enmarcada dentro del partido judicial de Torrijos y de la provincia de Toledo.
En el siglo XIX, Carmena aparece en el diccionario geográfico-estadístico de España y Portugal. Del pueblo se die que: "Está situado en una llanura ventilada y saludable, tiene buenas calles y casi todas empedradas. Produce toda especie de granos y legumbres, vino y aceite. Industrias telares de estameñas y fajas de buena calidad. Es terreno muy fresco y a propósito para árboles y viñas." 
Hacia mediados del siglo XIX, Tenía 347 casas de un piso generalmente y varias calles de las cuales pocas están empedradas. Constaba de ayuntamiento; cárcel; escuela, dotada de 3000 reales a la que asistían 70 niños; iglesia-parroquia; dos ermitas, una en estado de ruina dedicada a Jesús Nazareno y otra a las afueras con el nombre de Santo Sepulcro; un pilar con dos caños de agua salobre y una arboleda de Olmos. Todo el término era de tierra de labor, que comprendía 18 000 olivos, 34 000 cepas y una huerta. En el terreno, de inferior calidad, se producía trigo, cebada, avena, legumbres, aceite y vino. Se mantenía ganado lanar y 70 yuntas de bueyes y mulas para la labor. La industria estaba compuesta por seis molinos de aceite y una tahona. El presupuesto municipal ascendía a los 25.193 reales de los cuales 3000 eran para pagar al secretario. La villa tenía contabilizada una población de 260 vecinos y 1040 almas. Su población era de 260 vecinos y 1040 almas. Aparece descrita en el quinto volumen del Diccionario geográfico-estadístico-histórico de España y sus posesiones de Ultramar de Pascual Madoz de la siguiente manera:

CARMENA: v. con ayunt. en la prov. y dióc. de Toledo (6 leg.), part. jud. de Torrijos (1 1/2), aud. terr. de Madrid (14), c. g. de Castilla la Nueva: sit. al SO. de la cab. del part. en una colina, con clima templado, vientos E. y O. y se padecen tercianas: tiene 347 casas de un solo piso y de tierra generalmente, que forman una plaza de 182 pies de long., 132 de lat. y varias calles de las cuales están pocas empedradas: hay casa de ayunt., cárcel, escuela de primera educacion, dotada con 3,000 rs. por los fondos públicos, á la que asisten 70 niños; igl. parr. dedicada á la Asuncion de Ntra. Sra. y curato de térm. y provision ordinaria; el edificio es de piedra y ladrillo con una nave de 137 pies de long., 30 de lat., 51 de elevacion y la torre sube hasta 120 pies; una ermita ruinosa dedicada á Jesus Nazareno, y en los afueras otra con el nombre del Santo Sepulcro, un pilar con dos caños de aguas gruesas y salobres, y mas lejos una arboleda de Olmos. Confina el térm. por N. con el de Santa Olalla; E. Escalonilla; S. Carpio y Puebla de Montalban; O. la Mata y Carriches: á dist. de 1/4 á 1/2 leg., todo de tierra de labor, que comprende ademas 18,000 olivos, 34,000 cepas y una huerta: el terreno es de inferior calidad: los caminos vec., cruzando el pueblo el que conduce de Toledo á Talavera, abandonado: el correo se recibe en Maqueda por baligero, los domingos, miércoles y viernes: prod. trigo, cebada, avena, legumbres, aceite y vino; se mantiene ganado lanar y 70 yuntas de bueyes y mulas para la labor: ind. 6 molinos de aceite y una tahona: pobl.: 260 vec. 1,040 alm., cap. prod. 791,225 rs., imp.: 31,175. contr. 56,721. presupuesto municipal 25,193; del que se pagan 3000 al secretario por su dotacion, y se cubren los 11,569 con las rentas de propios, y los restantes por repartimiento vecinal.
(Madoz, 1846, p. 569)

#### Guerra civil
Carmena como tantos otros pueblos de la provincia de Toledo estuvo afectada por el golpe de Estado del 18 de julio de 1936, y aunque quedó en zona leal republicana el avance de las tropas rebeldes hacia Toledo y Madrid, hizo que el pueblo pronto quedara bajo control de las fuerzas sublevadas.
De julio a septiembre de 1936, meses de miedo e incertidumbre por las noticias que iban llegando del avance de la guerra, se produjeron en el pueblo por pequeños grupos de incontrolados actos de pillaje, tropelías, y dos asesinatos, según los informes de la Causa General. Asesinaron al médico municipal en la carretera de Santa Olalla, y a un labrador en el paraje conocido como cerro del Palo. Otros tres vecinos tuvieron la misma suerte fuera de Carmena según la Causa General.
Por otra parte hasta finales de agosto de 1936 la iglesia municipal se convirtió en granero para uso común de los vecinos y su retablo, junto con el vestuario religioso, fue quemado en la puerta del edificio, acto al que acudieron muy pocos vecinos, según la Causa General.
Mientras tanto, las tropas militares, paramilitares falangistas y mercenarios marroquíes avanzaron hacia el centro peninsular, desde Extremadura y Talavera con dirección Toledo y Madrid, bombardeando todos los pueblos de paso, incluido Carmena, donde apenas existían guarniciones militares, solamente población civil. Los bombardeos ocasionaron numerosas muertes, y además destruyeron cosechas, casas, y granjas.
En Carmena se instaló para su defensa un grupo de mujeres milicianas encargadas de un puesto de ametralladoras, que de nada sirvió para que el pueblo cayera en dos meses en manos de las tropas sublevadas.
En estos meses de guerra, atendiendo a algunos datos del censo de población se puede saber lo que supuso al pueblo: Carmena tenía 2070 habitantes a comienzos de 1936, tras los informes del proceso de la Causa General llevado a cabo por el franquismo, el 26 de septiembre de 1936 había escapado el 40 % de la población (800 vecinos) y en ese informe destaca que “en su mayoría extremistas y personas temerosas de la acción de la justicia por su actuación durante la dominación roja”, sobra decir que estos "extremistas" eran familias enteras, niños, y ancianos que huían de los bombardeos, que habían provocado en el pueblo seis víctimas.
Los bombardeos en Carmena se produjeron de forma destacada en la calle Alonso Veloz, Camino de las Zarzas, calle Barrio Nuevo, y General Mola, algunos de los vecinos se refugiaron en diferentes cuevas del municipio para protegerse.
Con la toma del pueblo por el ejército franquista, grupos de falangistas forasteros y locales junto con tropas moras iniciaron un proceso sistemático de depuración, imponiendo el toque de queda y ejerciendo la autoridad de forma descontrolada.
Las tropas moras, asentadas entre los caminos de El Carpio y de La Mata cometieron de forma consentida todo tipo de abusos y violaciones con la población civil, siendo víctimas algunos niños del pueblo.
Que se sepa, hasta la fecha, los asesinados de forma premeditada a partir de este periodo por los seguidores del movimiento fascista fueron cinco personas, enterradas en distintos lugares (Patio 42 del cementerio municipal de Toledo, cementerio del Este, cunetas...). Se puede destacar el maestro de Carmena, Salustiano de la Fuente destinado en Pulgar y asesinado en el cementerio de Madrid.
También y no menos espeluznante se encuentra el caso de los cinco carmeneros llevados a la fuerza, para ser esclavizados y torturados al Campo de concentración de Mauthausen-Gusen (Austria).
Además de estas muertes previamente planificadas, hay que contabilizar el número de vecinos que murieron en el frente de guerra por obedecer y defender el régimen democrático establecido, cifrado en torno a 12 personas.
Con respecto a los carmeneros que combatieron en el ejército franquista y murieron en actos de combate, existe un monolito que recuerda a estas personas en la iglesia del pueblo.

## Demografía
Cuenta con una población de 836 habitantes (INE 2024).
| Gráfica de evolución demográfica de Carmena entre 1842 y 2021                                                         |
| |
| Población de derecho según los censos de población del INE. Población de hecho según los censos de población del INE. |

## Transporte y comunicaciones
Dentro de la red de carreteras, Carmena cuenta con las siguientes conexiones:
| Identificador | Denominación         | Itinerario                   |
| ------------- | -------------------- | ---------------------------- |
| TO-1029       | Carretera provincial | Torrijos - Carmena - CM-4024 |
| TO-1036       | Carretera provincial | Carmena - Escalonilla        |

## Administración
El municipio de Carmena está gobernado por el Ayuntamiento de Carmena que se compone de siete concejales elegidos mediante sufragio universal de todos los ciudadanos mayores de 18 años residentes en él. El órgano está presidido por el alcalde de Carmena..
Listado de los alcaldes de Carmena elegidos por elecciones democráticas desde 1979 así como el partido al que pertenecen
| Periodo   | Nombre                   | Partido |
| --------- | ------------------------ | ------- |
| 1979-1983 | Eulogio Díaz Fernández   | UCD     |
| 1983-1987 | Eulogio Díaz Fernández   | AP      |
| 1987-1991 | Eulogio Díaz Fernández   | PP      |
| 1991-1995 | Juan M. Rodríguez Galas  | PSOE    |
| 1995-1999 | Daniel Fernández Moreno  | PSOE    |
| 1999-2003 | Daniel Fernández Moreno  | PSOE    |
| 2003-2007 | Daniel Fernández Moreno  | PSOE    |
| 2007-2011 | Daniel Fernández Moreno  | PSOE    |
| 2011-2015 | Daniel Fernández Moreno  | PSOE    |
| 2015-2019 | Marcial García Fernández | PSOE    |
| 2019-2023 | Marcial García Fernández | PSOE    |
| 2023-act. | Beatriz Robles Fernández | PP      |

## Patrimonio
A destacar la Ermita del Santo Sepulcro y la iglesia parroquial de Ntra. Sra. de la Asunción.
Iglesia parroquial de Nuestra Señora de la Asunción

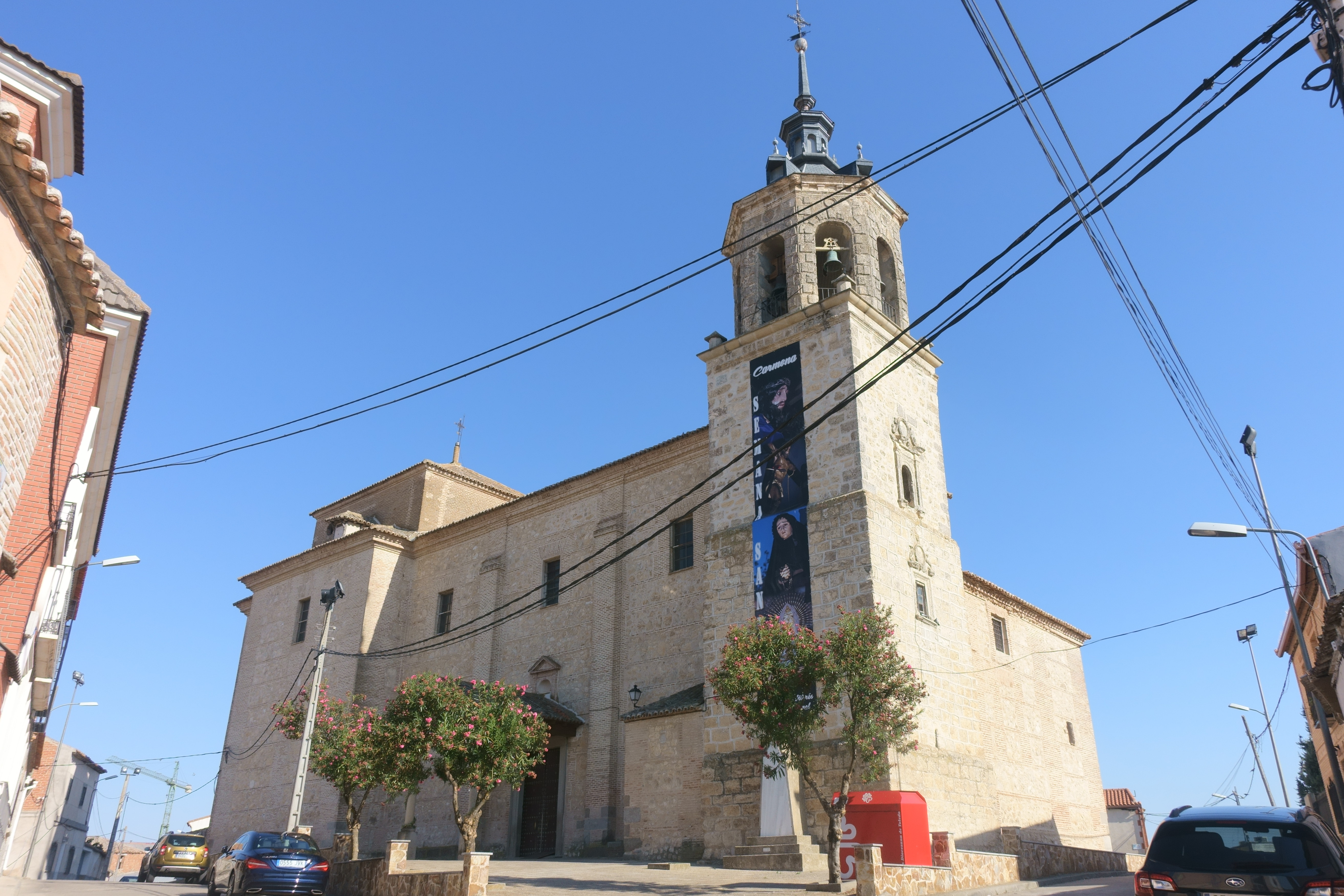
Iglesia de Nuestra Señora de la Asunción

Es del siglo XVI y de estilo renacentista. Levantada, al parecer, sobre los restos de un antiguo castillo del que formaría parte el basamento de la actual torre de campanas.
El templo se forma de una sola nave dividida en tres tramos y brazos del crucero apenas desarrollados. Su ábside es de trazado plano, emplazándose debajo una cripta rectangular, y a su izquierda, dos estancias que componen la sacristía.
La cubierta es mediante bóveda de lunetos, que discurre sobre una cornisa corrida, al igual que el presbiterio. Encima del crucero se alza una cúpula rebajada sobre pechinas.
El coro elevado se ubica en el hastial de los pies formando un cuerpo independiente de la nave y separado por un arco de medio punto. Descansa en cuatro grandes ménsulas, entre las que nacen los lunetos. Una cornisa con decoración de dentículos recorre el borde del coro, así como una balaustrada de forja.
En el lado izquierdo se ubica una pequeña capilla con pilastras esquinales, ricamente decorada con temas barrocos, a la que cubre una cúpula de media naranja.
La torre de campanas es de sencilla fábrica, con basamento de tres cuerpos: los dos inferiores de planta cuadrada y el superior octogonal. Se ha resuelto con un vano en cada uno de los dos primeros pisos y ocho huecos (uno por cara) en el tercero. La torre se culmina con un chapitel octogonal de pizarra, con cuatro huecos y pináculo. Los vanos de los dos cuerpos bajos y el almohadillado de las dovelas de los arcos y esquinas se han puesto en relación estilística con el Hospital Tavera de Toledo.
En cuanto a la fábrica y aunque encalada por el interior, es de aparejo toledano, a excepción del cuerpo del cimborrio que va ejecutado en ladrillo.
Las portadas Norte y Sur se componen de jambas y dintel monolíticos sencillamente moldurados. Encima del dintel, se localiza una hornacina de ladrillo que remata en frontón triangular.
El muro norte del baptisterio aloja una lápida funeraria romana, epigrafiada con letras capitales y fechada hacia el siglo II.
Ermita del Santo Sepulcro
Pequeña ermita del siglo XIX, de planta rectangular, que se ubica a las afueras del pueblo. La fábrica está constituida por cal y canto, aunque, actualmente, blanqueada. Se cubre con un tejado a cuatro faldones, siendo el interior de techo plano.
En el paraje donde de esta ermita se halla un Calvario, que es el final del Vía Crucis que parte del pueblo. Antiguamente había catorce estaciones formadas por columnas de piedra sobre las que asentaban cruces de hierro. Hoy en día hay pequeñas construcciones de ladrillo con una imagen y una frase según la estación. Del Calvario, la cruz central se alza, a diferencia del resto, sobre una gradería de planta cuadrada de tres peldaños de sillería.
Casa de los Quevedo
La fecha de esta mansión es de 1538 porque así queda reflejado en un panel de azulejería, en el arco de acceso; aparece también el escudo de armas de los Quevedo.
Es un edificio de planta rectangular y dos alturas que se ha resuelto con fábrica de mampostería y ladrillo, es decir, aparejo toledano. En la fachada, en el piso superior, pintado a modo de imitación de sillares, se abren huecos muy pequeños, enrejados y situados inmediatos al alero, además aparece el escudo de azulejos. El piso bajo se horada con cuatro vanos con rejería de forja y un gran portalón de arco de medio punto adovelado.
El espacio interno consta de zaguán amplio en el que se encuentra otro escudo con una imagen mariana del siglo XVIII.
Conjunto de casas solariegas
Su cronología oscila entre los siglos XVII y XVIII y se identifican por una serie de características comunes: se trata de grandes casonas realizadas en aparejo toledano con dos alturas, sólida rejería en las ventanas, escudos nobiliarios en la fachada y cubierta con teja árabe.
Son viviendas aisladas entre ellas, ubicadas en distintos lugares.
Casa consistorial

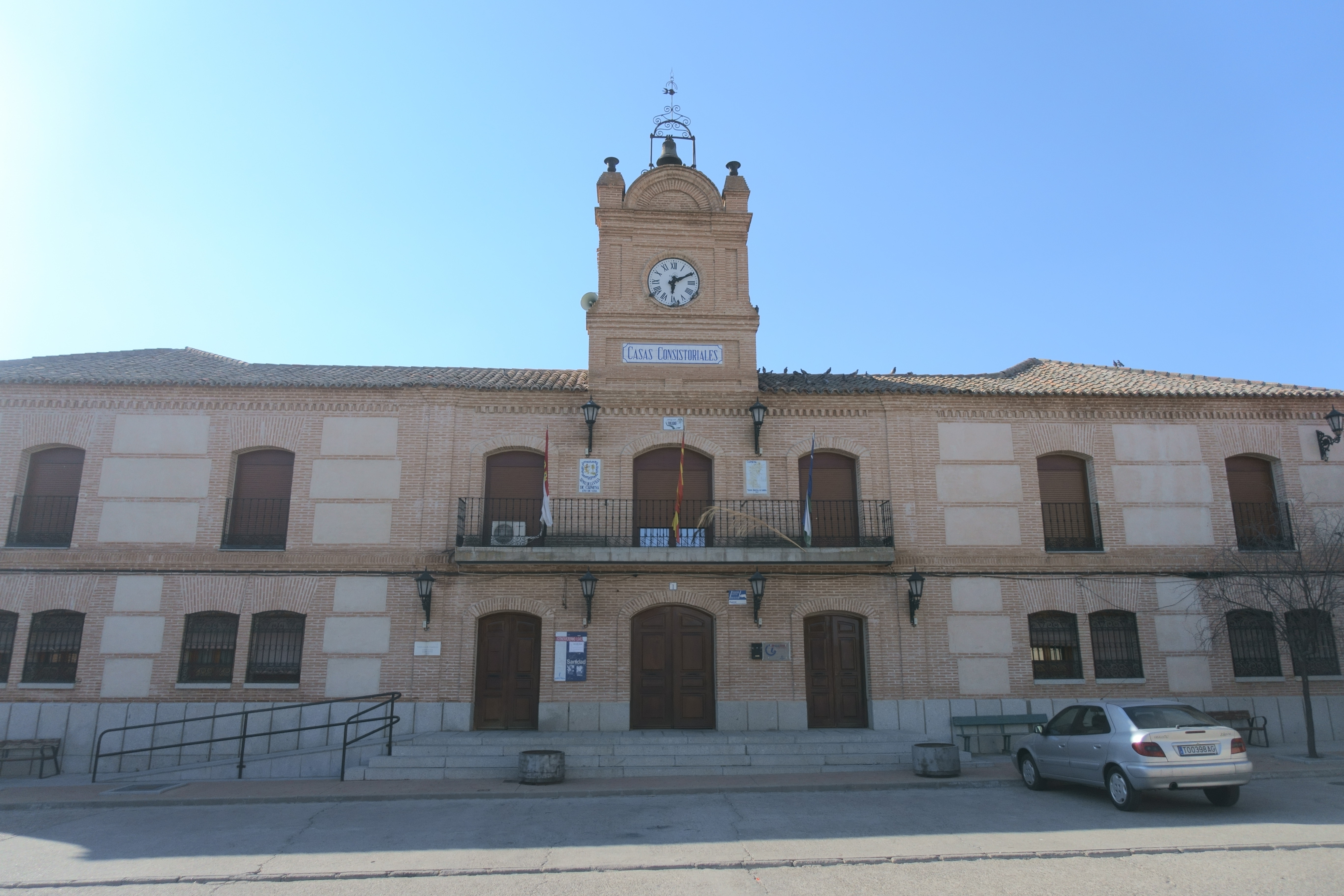
Fachada de la casa consistorial

Edificio moderno, del siglo XX y de filiación historicista que cierra uno de los lados de la plaza de Cristo Rey. Posee una planta regular y dos alturas, formando un ángulo por uno de los lados y medianera por el otro.
La fábrica es de aparejo toledano, a base de hiladas y machones de ladrillo muy bien tratado y rigurosamente dispuesto. Las dos alturas del cerramiento quedan definidas por una línea de imposta resaltada por hileras de ladrillo.
La distribución de los huecos guarda una rigurosa simetría, ya que en el cuerpo central se abren tres portales con dintel de arco rebajado y sobre éstos, balcones. En los cuerpos laterales, por su parte, aparecen dos pares de vanos geminados, también con dintel de arco rebajado y rejería. En el eje principal e interrumpiendo el alero, se alza una torre que alberga un reloj, toda ella realizada en ladrillo y enmarcada por pilastras. Encima del conjunto, un templete de forja aloja la campana. El cierre general del edificio se resuelve con teja árabe y a cuatro aguas. En el lado izquierdo de la fachada y en el piso inferior se halla un azulejo protegido por un tejaroz.
Restos arqueológicos de época romana
Estamos hablando de una estela funeraria del siglo IV d. C. dedicada a Minia Ciae Chreste. Se encuentra empotrada en el muro norte de la iglesia.

## Fiestas
- Marzo-abril: Semana Santa declarada de interés turístico regional.
- Última semana de agosto: semana cultural.
- 14 de septiembre: Santísimo Cristo de la Cueva.
- 30 de noviembre: Santa Justina, virgen y mártir.